# Inocybe
 (février 2012).
Si vous disposez d'ouvrages ou d'articles de référence ou si vous connaissez des sites web de qualité traitant du thème abordé ici, merci de compléter l'article en donnant les références utiles à sa vérifiabilité et en les liant à la section « Notes et références ».
Genre

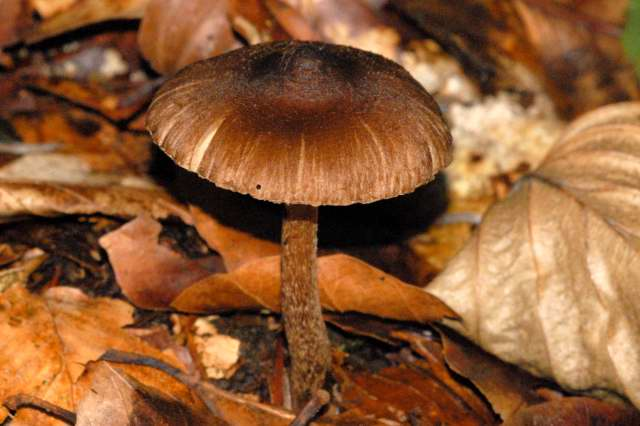
Inocybe asterospora

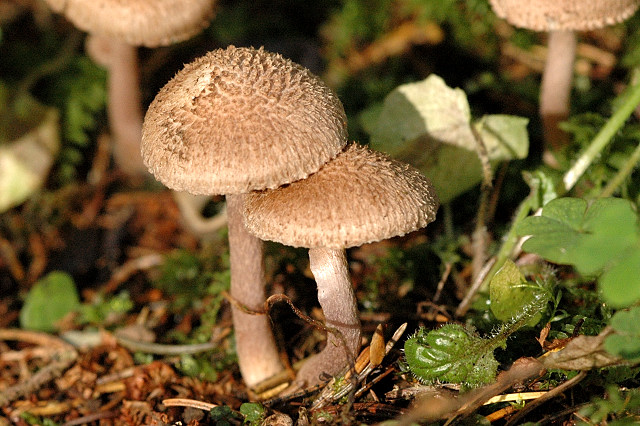
Inocybe lanuginosa

Inocybe (en français, les inocybes) est un genre de champignons basidiomycètes de la famille des Inocybaceae dans l'ordre des Agaricales.

## Étymologie
Le nom Inocybe signifie « chapeau fibreux ». Il est tiré des mots grecs ἴς (au génitif ἴνος, signifiant « muscle, nerf, fibre, force, vigueur ») et κύβη (« tête »).

## Description

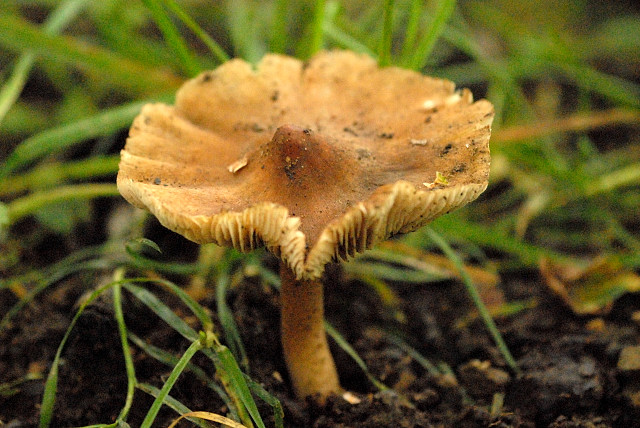
Inocybe maculata qui présente le cône central

Le genre Inocybe comporte des champignons typiques de diverses teintes de brun, bien que certaines espèces virent au lilas ou au violacé.[réf. nécessaire]
Leurs chapeaux sont petits et coniques, s'aplatissent un peu avec l'âge, généralement avec un bouton marqué dans sa partie centrale.[réf. nécessaire]
Le pied apparaît souvent fibreux ou effiloché.[réf. nécessaire]
De nombreuses espèces ont une odeur distinctive, diversement décrite comme moisie ou spermatique.[réf. nécessaire]

## Liste des Inocybes
850 espèces ont été décrites au sein du genre Inocybe. La liste suivante en recense certaines de l'hémisphère nord.

### Liste alphabétique
- Inocybe abietis (Kühner 1955)
- Inocybe abjecta ((Karste) Saccardo 1887) Inocybe négligé
- Inocybe acuta (Boudier 1917) Inocybe aigu, Inocybe à mamelon pointu
- Inocybe acutella (Bon 1976)
- Inocybe adaequata
- Inocybe aeruginascens (Babos) Inocybe verdâtre (psychoactif)
- Inocybe agardhii (Lundell) Orton 1960
- Inocybe albidodisca (Kühner 1955)
- Inocybe albodisca (Peck 1898)
- Inocybe albomarginata (Velenovsky 1920)
- Inocybe albovelutipes (Stangl. & Vesel 1980)
- Inocybe alnea (Stangl 1979) Inocybe de l'aulne
- Inocybe amygdalospora (Métrod ex Cheype & Contu)
- Inocybe appendiculata (Kühner 1955) Inocybe appendiculé
- Inocybe arenicola ((Heim) Bon 1983)
- Inocybe armeniaca (Huijsman 1974) vide[Quoi ?] Inocybe geophylla var. lateritia
- Inocybe arthrocystis (Kühner 1988)
- Inocybe asterospora (Quélet 1879)
- Inocybe aurantiifolia (Beller) vide[Quoi ?] Inocybe croceifolia
- Inocybe auricoma ((Batsch) Fr. 1917) Inocybe doré
- Inocybe belleri (Bon 2002)
- Inocybe boltonii (Heim 1931) Inocybe déchiré
- Inocybe bongardii ((Weinm.) Quélet 1872) Inocybe à odeur de Benjoin
- Inocybe bresadolae (Massee 1983) Inocybe de Bresadola
- Inocybe bresadoliana (M. Bon 1983)
- Inocybe brevicystis ((Métrod) ex Kuyper 1986) Inocybe à cystides courtes
- Inocybe brevispora (Huijsm. 1955)
- Inocybe brunnea (Quélet 1879)
- Inocybe brunneorufa (Stangl & J. Veselský 1971)
- Inocybe calamistrata ((Fr. : Fr.) Gillet 1874) Inocybe à base vert sombre (psychoactif)
- Inocybe calospora (Quélet 1881) Inocybe à jolies spores
- Inocybe canescens (J. Favre 1955)
- Inocybe capucina ((Fr.) P. Karst. ss. Bat. Patouillard)
- Inocybe carpta ((Scop.) Sacc. 1887)
- Inocybe cervicolor ((Pers.) Quélet 1886) Inocybe couleur de cerf
- Inocybe cincinnata ((Fr.) Quélet 1874) Inocybe brun violet
- Inocybe commutabilis (Fur.-Ziog. 1952)
- Inocybe coelestium (Kuyper) Inocybe céleste (psychoactif)
- Inocybe cookei (Bresadola 1892), Inocybe à odeur de miel
- Inocybe curreyi ((Berkeley) Saccardo 1887), Inocybe de Currey
- Inocybe corydalina (Quélet 1872) Inocybe à mamelon vert (psychoactif)
  - Inocybe corydalina var. erinaceomorpha (psychoactif)
- Inocybe curvipes (Karsten 1890) Inocybe variable
- Inocybe decemgibbosa ((Kühn. & Bours.) Vauras)
- Inocybe decipiens (Bres 1892)
- Inocybe deglubens ((Fr.) Gill. 1876)
- Inocybe dulcamara (Alb. & Schw.) Kummer 1871) Inocybe doux amer
- Inocybe dunensis (Orton 1960 Inocybe des dunes
- Inocybe erubescens syn. de Inocybe patouillardii, inocybe red-staining
- Inocybe erinaceomorpha (Stangl & Veselsky 1979) Inocybe hérisson
- Inocybe eutheles ((Berk. & Br.) Sacc. 1887) Inocybe couleur mastic
  - var. fusodeicystis
- Inocybe eutheloides (Peck 1887)
- Inocybe exiguispora (Alessio 1987)
- Inocybe fastigiella (Atk. 1918)
- Inocybe fastigiata syn. de Inocybe rimosa Inocybe fastigié
- Inocybe ferruginea (M. Bon 1978)
- Inocybe fibrosa ((Sow.) Gillet 1874)) Inocybe fibreux
- Inocybe fibrosoides (Kühner & Boursier 1933)
- Inocybe flocculosa ((Berk.) Saccardo 1955 Inocybe flocculeux
- Inocybe fuligineoatra (Huijsm. 1955)
- Inocybe fulvida (Bres. 1930)
- Inocybe furfurea (Kühner 1955)
- Inocybe fuscidula (Velenovsky 1955)
- Inocybe gaillardii (Gillet 1883)
- Inocybe gausapata (Kühner ex Kühner 1955)
- Inocybe geophylla (Fr. : Fr.) Kummer 1871) Inocybe à lames couleur de terre
- Inocybe geraniodora (Favre 1955) Inocybe alpin pélargonié
- Inocybe geraniolens (Bell. & Bon)
- Inocybe grammopodia (Malenc. & Bertlt. 1970
- Inocybe godeyi (Gillet 1874) Inocybe de Godey
- Inocybe glabripes (Ricken 1915)
- Inocybe grammata (Quélet 1880) Inocybe rayé
- Inocybe grata (Gillet 1876
- Inocybe griseolilacina (Lange 1917) Inocybe gris lilas, Inocybe gris violet
- Inocybe griseovelata (Kühner 1955)
- Inocybe haemacta ((Berk. & Cke.) Saccardo 1887) (psychoactif) Inocybe rouge et vert
- Inocybe heimii (Bon 1984) Inocybe de Heim
- Inocybe hirsuta ((Lasch : Fr.) Quélet 1872 ss. Heim)
- Inocybe hirtella (Bresadola 1884) Inocybe à odeur d'amandes amères
- Inocybe hygrophorus (Kühner 1955)
- Inocybe hypophaea (Furr.-Ziog. 1952)
- Inocybe hystrix ((Fr.) Karsten 1879) Inocybe hérissé
- Inocybe incarnata (Bres. 1884)
- Inocybe insignissima (Romagnesi 1979) Inocybe très remarquable
- Inocybe involuta (Kuyp. 1989)
- Inocybe ionipes (Boudier) Inocybe à pied violet
- Inocybe ionochlora (Romagnesi) Inocybe jaune et bleu.
- Inocybe jurana ((Patouillard) Saccardo 1887) Inocybe du Jura
- Inocybe kuehneri (Stangl & Veselsky 1974) Inocybe de Kühner
- Inocybe lacera ((Fr. : Fr.) Kummer 1871) Inocybe à pied brunissant

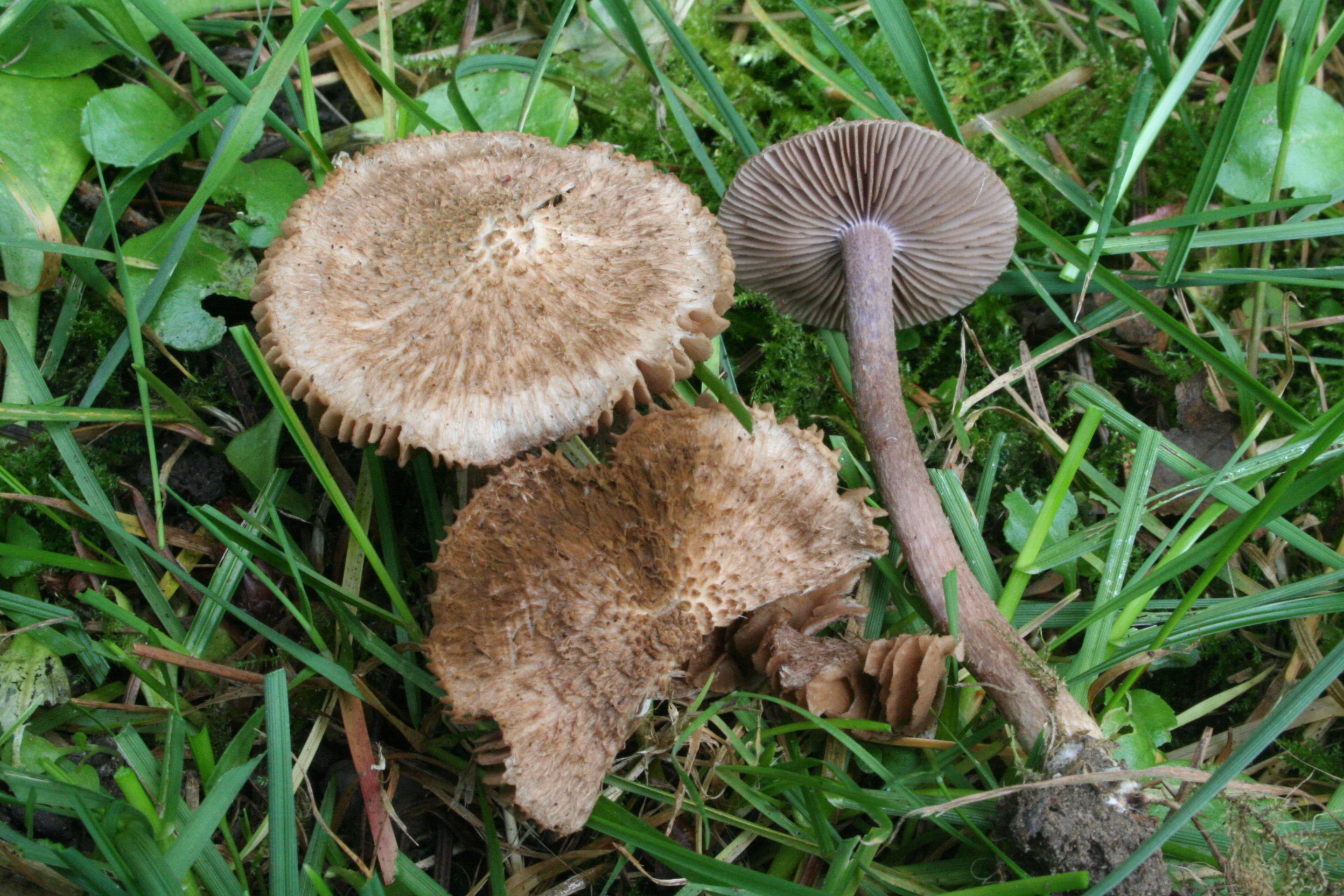
Iocybe obscura

- Inocybe langei (Heim 1931) Inocybe de Lange
- Inocybe lanuginella (ss. str. Lge)
- Inocybe lanuginosa ((Bull. : Fr.) Kummer 1871) Inocybe laineux
- Inocybe lepiotoides (Reumaux 1982)
- Inocybe leptophylla (Atk.ss. Stangl, Kuyp.
- Inocybe lucifuga ((Fr. : Fr.) Kumm. 1882
- Inocybe maculata (Boudier 1885) Inocybe maculé
- Inocybe malençonii (Heim)
- Inocybe margaritispora ((Berk.) Saccardo)) Inocybe à spores perlées
- Inocybe melliolens (Kühner 1988)
- Inocybe microspora (Lge 1917)
- Inocybe mixtilis ((Britz.) Saccardo 1887) Inocybe à bulbe marginé
- Inocybe mytiliodora (Stangl & Vauras 1987)
- Inocybe napipes (Lange 1917) Inocybe à pied bulbeux, Inocybe à bulbe napiforme
- Inocybe nitidiuscula ((Britz.) Lapl. 1894) Inocybe de Fries, Inocybe luisant.
- Inocybe nobilis ((Heim) Alessio 1980)
- Inocybe oblectabilis ((Britz.) Saccardo 1882)
- Inocybe obscura ((Pers.) Gillet 1874) Inocybe obscur
- Inocybe obscuroides (Orton) Inocybe faux-obscur
- Inocybe obsoleta (Romagn. 1958)
  - varitété blanche de l'Inocybe fastigié
- Inocybe olidissima ((Ripart) Poirier & Reumaux 1990)
- Inocybe oreina (Favre) Inocybe des neiges, Inocybe montagnard
- Inocybe ovalispora (Kauff. 1924)
- Inocybe ovoideicystis (Métrod. 1956)
- Inocybe paludinella (Peck 1887) Inocybe des marais, Inocybe sciaphile
- Inocybe patouillardii (Bresadola 1905) Inocybe de Patouillard, Inocybe rouge brique
- Inocybe pedemontana (Alessio 1980)
- Inocybe pelargonium (Kühner 1955) Inocybe à odeur de géranium
- Inocybe perlata ((Cooke) Sacc. 1887)
- Inocybe personata (Kühner) Inocybe gris violet
- Inocybe petiginosa ((Fr. : Fr.) Gillet 1874) Inocybe à chapeau zoné, Inocybe calleux
- Inocybe phaeodisca (Kühner 1955) Inocybe à centre sombre, Inocybe à disque brun
- Inocybe phaeoleuca (Kühner 1955) Inocybe brun rouge
- Inocybe phaeosticta (Furrer-Ziogas 1952)
- Inocybe pholiotinoides (Romagn. 1979)
- Inocybe piceae (St. & Schw. 1985)
- Inocybe picetorum (Velen. 1920)
- Inocybe pintureaui (Duch. 1979)
- Inocybe piriodora ((Pers. : Fr.) Kummer 1871) Inocybe à odeur de poire
- Inocybe pisciodora (Donad. & Riouss. 1975)
- Inocybe posterula ((Britz.) Saccardo 1887) Inocybe tardif
- Inocybe praetervisa (Quélet 1883) Inocybe à pied blanc
- Inocybe proximella (P. Karsten 1882)
- Inocybe psammophila (Bon 1984) Inocybe des sables
- Inocybe pseudoasterospora (Kühn. & Bours. 1932)
- Inocybe pseudocookei (Métrod. ex M. Bon 1996)
- Inocybe pudica (Kühner1947) Inocybe pudique
- Inocybe pusio (Karsten 1889) Inocybe nain, Inocybe modeste
- Inocybe queletii (Konr. & Maubl.1924) Inocybe abiéticole
- Inocybe quietiodor (M. Bon 1976)
- Inocybe rennyi ((Berk. & Br.) Sacc. 1887)
- Inocybe rhodiola (Bresadola 1884)
- Inocybe rimosa ((Bull. : Fr.) Kummer 1871) Inocybe fastigié
- Inocybe rufuloides (Bon 1984)
- Inocybe salicis (Kühner) Inocybe des saules
- Inocybe sambucina ((Fr.) Karst. 1882) Inocybe fleur de sureau
- Inocybe scabella (Fr. 1871)
- Inocybe similis (Bres. 1905)
- Inocybe sindonia ((Fr.)P. Karsten)
- Inocybe soluta (Velen. 1920)
- Inocybe sororia
- Inocybe splendens (Heim 1931) Inocybe splendide
- Inocybe splendentoides (M. Bon 1990)
- Inocybe squalida[3] (Kaufholtz 2022) Inocybe sali
- Inocybe squamata (Lange 1917) Inocybe squameux
- Inocybe squarrosa (Rea 1915) Inocybe squarreux
- Inocybe subalbodisca (Strangl. & Vesel. 1974)
- Inocybe subbrunnea (Kühner 1995)
- Inocybe subflocculosa (Bon ad int. 1997)
- Inocybe subnudipes (Kühner)
- Inocybe subtigrina (Kühner 1955)
- Inocybe tabacina (Furrer 1952)
- Inocybe tarda (Kühner 1955) Inocybe tardif
- Inocybe tenebrosa (Quélet 1885) Inocybe à pied noir, Inocybe obscur
- Inocybe tenuicystidiata (Horak & Strangl 1980)
- Inocybe terrifera (Kühner 1955)
- Inocybe terrigena ((Fr.) Kuyper 1985)
- Inocybe tigrina (Heim 1931) Inocybe tigré
- Inocybe transitoria ((Britz.) Sacc. 1887)
- Inocybe tricolor (psychoactive)
- Inocybe umbratica (Quélet) Inocybe sciaphile
- Inocybe umbrina (Bresadola 1884) Inocybe brun d'ombre, Inocybe à bulbe sphérique
- Inocybe umbrinella (Bres. 1905)
- Inocybe vaccina (Kühn. 1955)
- Inocybe velenovskyi (Boursier & Kühner 1928)
- Inocybe virgatula (Kühner 1955)
- Inocybe violaceocaulis
- Inocybe vulpinella (Bruylants 1969) Inocybe des renards
- Inocybe xanthocephala (P. D. Orton 1960) Inocybe à chapeau jaune
- Inocybe xantholeuca (Kuyper 1986)
- Inocybe xanthomelaena (Kühner & Boursier 1933) Inocybe jaune noircissant

### Noms français
- Inocybe de Patouillard, Inocybe patouillardii
- Inocybe maculé, Inocybe maculata
- Inocybe à lames couleur de terre, Inocybe geophylla
- Inocybe fastigié, Inocybe rimosa
- Inocibe verdâtre, Inocybe aeruginascens